# Tore Sandvik
Tore Sandvik (* 30. Mai 1972) ist ein ehemaliger norwegischer Orientierungsläufer.

## Laufbahn
Sandvik gewann bei seinem ersten Weltmeisterschaftseinsatz 1999 in Schottland in der norwegischen Staffel mit Bernt Bjørnsgaard, Petter Thoresen und Bjørnar Valstad die Goldmedaille. Ein Jahr später bei den ersten Orientierungslauf-Europameisterschaften seit 36 Jahren wurde Sandvik im ukrainischen Truskawez hinter dem Russen Walentin Nowikow und dem Ukrainer Juri Omeltschenko Dritter auf der kurzen Strecke über 3,3 Kilometer. Im Weltcup wurde Sandvik in diesem Jahr Zweiter in der Gesamtwertung mit fünf Punkten Rückstand auf den Finnen Jani Lakanen. 
2001 wurde der Orientierungslauf erstmals bei den World Games ausgetragen und Sandvik gewann im einzigen Einzelrennen über die mittlere Distanz die Silbermedaille hinter dem Australier Grant Bluett. Mit Bjørnar Valstad, Hanne Staff und Birgitte Husebye gewann er außerdem die Goldmedaille in der Mixedstaffel. Bei den Weltmeisterschaften im gleichen Jahr in Tampere wurde Sandvik erneut Mitteldistanz-Zweiter, diesmal hinter dem Finnen Pasi Ikonen. Mit Bernt Bjørnsgaard, Carl Henrik Bjørseth und Bjørnar Valstad gewann er eine weitere Silbermedaille mit der Staffel. In den folgenden Jahren blieben internationale Medaillenerfolge aus. 2005 wurde er mit der norwegischen Staffel noch Nordischer Meister. 
Auf Vereinsebene lief Sandvik seit 1998 für den norwegischen Spitzenklub Halden SK. Mit ihm gewann er 1998, 2000 (als Schlussläufer) und 2003 die Jukola-Staffel in Finnland. Diesen Wettbewerb hatte er bereits 1995 mit der Mannschaft der NTHI gewonnen. Die Tiomila gewann Sandvik mit Halden in den Jahren 1998, 1999, 2000, 2002, 2003, 2004, 2006 und 2007. Sandvik startete auch für die Vereine OL PAN und Indre Østfold OK. Bei norwegischen Meisterschaften gewann er 21 Medaillen, darunter achtmal eine Goldmedaille.

## Platzierungen
| Weltmeisterschaften | Sprint | Mittel | Lang | Staffel |
| ------------------- | ------ | ------ | ---- | ------- |
| 1999 Inverness      |        | 12.    |      | 1.      |
| 2001 Tampere        | 14.    | 2.     |      | 2.      |
| 2003 Rapperswil     | 11.    |        |      | 7.      |
| 2005 Aichi          | n.q.   |        |      |         |

| Europameisterschaften | Sprint | Mittel | Lang | Staffel |
| --------------------- | ------ | ------ | ---- | ------- |
| 2000 Truskawez        |        | 3.     | 24.  |         |
| 2002 Sümeg            | 8.     |        |      | 4.      |
| 2004 Roskilde         | 8.     | 9.     |      |         |

| Nord. Meisterschaften | Sprint | Mittel | Lang | Staffel |
| --------------------- | ------ | ------ | ---- | ------- |
| 1997 Fjerritslev      |        | 36.    | 49   |         |
| 1999 Malvik           |        | 3.     |      |         |
| 2001 Mikkeli          |        | 10.    | 10.  |         |
| 2003 Flen             | 13.    | 22.    |      |         |
| 2005 Notodden         |        | 20.    | 8.   | 1.      |

| World Games | Sprint | Mittel | Mixed |
| ----------- | ------ | ------ | ----- |
| 2001 Akita  |        | 2.     | 1.    |

| Gesamt-Weltcup | Gesamt-Weltcup |
| -------------- | -------------- |
| 1996           | 70.            |
| 1998           | 34.            |
| 2000           | 2.             |
| 2002           | 25.            |
| 2004           | 44.            |
| 2005           | 20.            |

| Junioren-WM    | Sprint | Mittel | Lang | Staffel |
| -------------- | ------ | ------ | ---- | ------- |
| 1990 Älvsbyn   |        | 25.    | 44.  |         |
| 1992 Jyväskylä |        |        | 9.   | 3.      |